# Zuzana Schwarz Bařtipánová
Zuzana Schwarz Bařtipánová (* 24. února 1978 Duchcov) je česká politička, projektová manažerka a geografka, od roku 2014 zastupitelka a od roku 2018 starostka města Bílina na Teplicku, členka hnutí ANO. 

## Život
Od narození žije v Bílině, vyjma období studia na vysoké škole a následného působení na Ministerstvu pro místní rozvoj. Po maturitě na gymnáziu v Bílině absolvovala bakalářské studium geografie a kartografie a následně magisterské studium regionálnígeografie na Přírodovědecké fakultě Univerzity Karlovy.
Před nástupem do politiky pracovala mezi lety 2000 - 2006 jako vedoucí odborný referent specialista na Ministerstvu pro místní rozvoj na Odboru územního plánování. Zde mimo jiné připravovala a řídila dotační program na aktualizaci územně plánovací dokumentace obcí po povodních v roce 2002, zpracovávala statistická data v oblasti územně plánovací činnosti obcí a krajů a spravovala geografický informační systém v územně plánovací oblasti obcí a krajů.  
V roce 2004 absolvovala mezinárodní odbornou stáže v Organizaci pro výživu a zemědělství (FAO) OSN v Římě, Itálie, na pozici konzultantka. Během svého tříměsíčního působení zde zpracovávala statistická data ze zemědělského sčítání v Maďarsku, převáděla je do geografického informačního systému a nastavovala obecný systém zpracovávání statistických dat pro jejich další využití a vizualizaci v rámci GISu. 
Poté od roku 2007 do roku 2015 pracovala v neziskové a soukromé sféře jako manažerka projektů v oblasti dotací na rozvoj lidských zdrojů, vzdělávání a regionálního rozvoje. Zaměřovala se na mezinárodní projekty.
Je rozvedená a má dvě děti.

## Politické působení
V komunálních volbách v roce 2006 neúspěšně kandidovala na 3. místě kandidátní listiny SNK ED do zastupitelstva Bíliny. Opět kandidovala o osm let později v komunálních volbách v roce 2014, tentokrát již jako nestranička za ANO ze 3. místa kandidátní listiny. Mandát se jí podařilo získat, nicméně kandidovat nakonec musela ze 3. místa kandidátní listiny podruhé na začátku roku 2015 poté, co byly výsledky předchozích voleb anulovány kvůli kupčení s hlasy. Mandát městské zastupitelky se jí podařilo získat i tentokrát a stala se místostarostkou města, která měla v gesci především odbor nemovitostí a investic.
V krajských volbách v roce 2016 kandidovala z 28. místa kandidátní listiny ANO (tentokrát již jako členka hnutí), ale nebyla zvolena. Ve sněmovních volbách v roce 2017 poté rovněž neúspěšně kandidovala z 12. místa kandidátní listiny hnutí na funkci poslankyně PSP ČR. V komunálních volbách v roce 2018 jako lídryně kandidátní listiny hnutí ve městě obhájila funkci zastupitelky a následně byla navíc zvolena starostkou města, když ve funkci nahradila Oldřicha Bubeníčka z KSČM.
V červnu 2020 kandidovala v doplňovacích senátních volbách v obvodu č. 32 – Teplice, které byly vypsány po úmrtí předsedy Senátu PČR Jaroslava Kubery, který tento obvod reprezentoval. Získala 9,78 % hlasů, skončila na čtvrtém místě a do druhé kola voleb tak nepostoupila. V krajských volbách v roce 2020 kandidovala na funkci krajské zastupitelky za ANO 2011, tentokrát na 22. místě kandidátní listiny hnutí.
Ve sněmovních volbách v roce 2021 kandidovala na funkci poslankyně PČR z 10. místa kandidátní listiny hnutí, ale nebyla zvolena, když ANO získalo v Ústeckém kraji 7 mandátů. Stala se tedy třetí náhradnicí. V komunálních volbách v roce 2022 obhájila mandát zastupitelky Bíliny, opět jako lídryně kandidátní listiny hnutí ve městě. Stejně tak se jí podařilo obhájit funkci starostky města. V krajských volbách v roce 2024 kandidovala na 32. místě kandidátní listiny ANO, ale nebyla zvolena.
Ve volbách do Poslanecké sněmovny PČR v roce 2025 je lídryní kandidátní listiny hnutí ANO v Ústeckém kraji.